# Stevnsfort

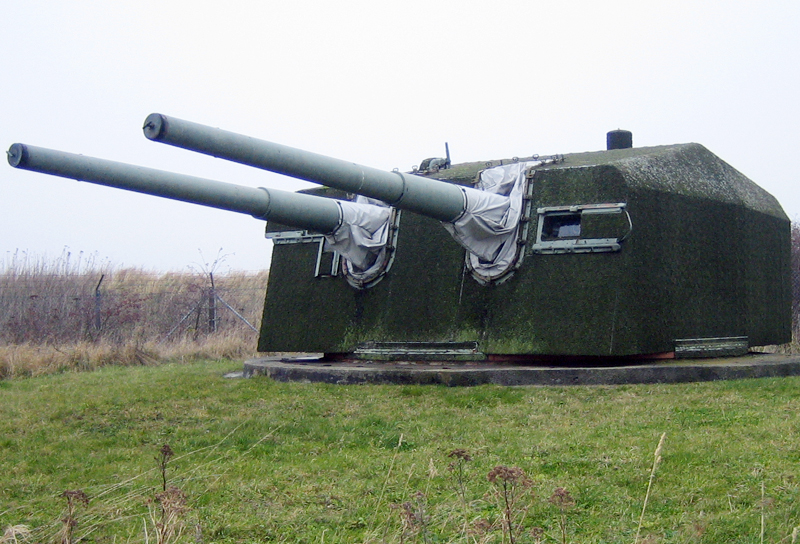
Ehemaliger Geschützturm der Gneisenau

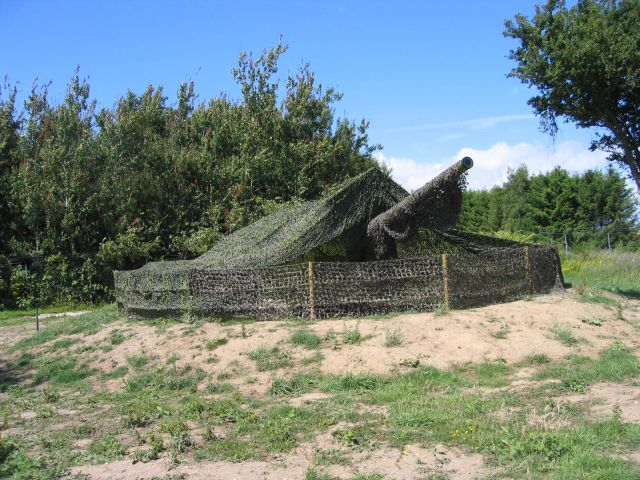
15-cm-Geschütz von Stevnsfortet

Stevnsfort (dänisch Stevnsfortet) war eine auf der dänischen Halbinsel Stevns gelegene großenteils unterirdische Festung aus der Zeit des Kalten Krieges. Die Festung sollte den südlichen Eingang zum Öresund kontrollieren. Zusammen mit dem Langelandsfort am Langelandsbelt sollte es verhindern, dass Schiffe des Warschauer Pakts aus der Ostsee in Richtung Nordsee oder Atlantik passierten.
Die Festung wurde 1951 geplant und dann zügig gebaut.
Die Festung hatte 1,7 km lange Gänge in 18 m Tiefe des Kalkfelsen und 1945 übernommene deutsche 15 cm SK C/28 mit einer Reichweite von 22 km. Die Geschütze waren ursprünglich Teil des deutschen Schlachtschiffs Gneisenau. Nachdem die Gneisenau in der Nacht vom 26. auf den 27. Februar 1942 bei einem Luftangriff der Royal Air Force einen schweren Treffer erlitten hatte, wurden sie ausgebaut und in diversen Küstenbatterien verwendet. Unter anderem wurden zwei Geschütztürme der 15-cm-Mittelartillerie auf die dänische Insel Fanø gebracht.
Eingebunden in die NATO-Strukturen wurde das Stevnsfort in den 1980er Jahren modernisiert und mit digitaler Technik ausgestattet. Die großen Geschütze auf dem Dach der Festung wurden stillgelegt; damit waren keine großen Bedienmannschaften mehr erforderlich.
Die Festung kann seit 2008 besichtigt werden und ist ein Museum.